# 纽约市旅游

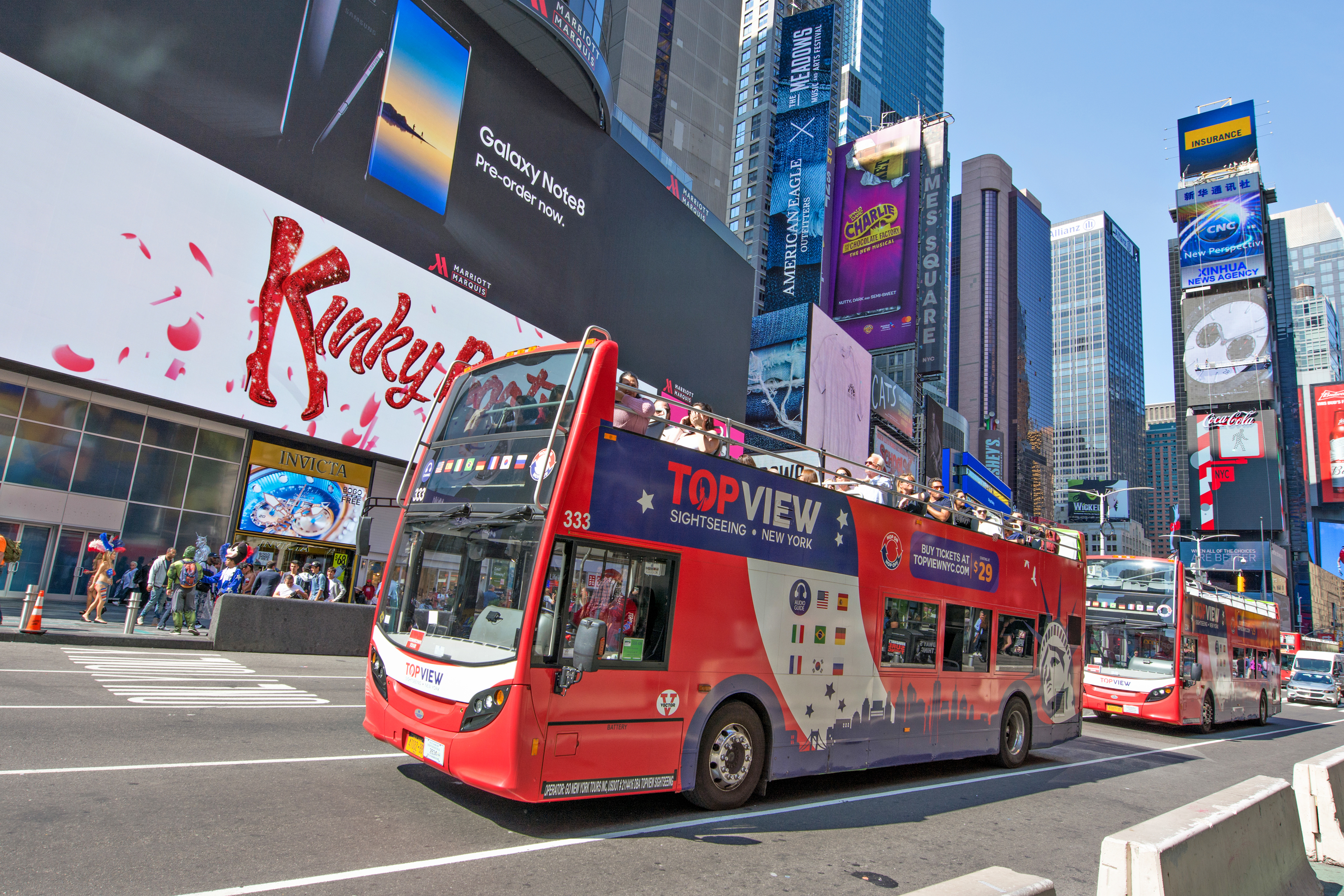
双层旅游巴士驶过时代广场

纽约市旅游业（英語：Tourism in New York City）高度发达，纽约市在近5年内每年都会接待包括一日游在内的约6,000万国内外游客。在2018年，共有6,520万人造访了纽约，在疫情后的2023年，纽约的旅游人数是6,220万。纽约市是全球最繁忙的旅游城市之一，这得益于它拥有着发达的经济、便利的交通以及全世界知名的城市景观。纽约市的主要景点包括帝国大厦、百老汇剧院，博物馆主要有大都会艺术博物馆、古根漢美術館、美国自然历史博物馆，其他景点有华盛顿广场公园、洛克菲勒中心、时代广场、布朗克斯動物園、巴克莱中心、康尼岛、南街海港、纽约植物园，奢侈品购物点有第五大道和麦迪逊大道，活动有翠贝卡电影节、中央公园夏季舞台和德拉科特剧院的免费演出。美国知名地标自由女神像和埃利斯岛也是热门景点。众多少数族裔聚居地，如杰克逊高地、法拉盛和布莱顿海滩是第一、二代美国人东海岸主要购物点。
纽约市公共绿地面积达2.8万英亩（110平方公里），公共海滩长达14英里（22千米）。美国人流量最大的城区公园——位于曼哈顿的中央公园由弗雷德里克·奧姆斯特德和卡尔弗特·沃克斯设计，位于布鲁克林的陆地面积占90英亩（36公顷）的展望公园亦由两人设计，位于皇后区的法拉盛草原可乐娜公园是全市第三大公园，于1939年和1964年世界博览会期间建成。
今日如布鲁克林劳动节嘉年华、格林威治村万圣节大游行、纽约马拉松赛等街头赛事亦吸引大量游客。

## 产业概况
根据纽约官方会议暨旅游局NYC & Company的报告，2011年造访纽约的国外游客人数最多的十个国家分别是英国（1,055,000）、加拿大（1,033,000）、巴西（718,000）、法国（662,000）、德国（587,000）、澳大利亚（532,000）、意大利（495,000）、中国（427,000）、西班牙（422,000）、墨西哥（376,000）和日本（299,000）。
除了感恩节、圣诞节和新年期间的轻微高峰外，游客到达率全年相差无几。纽约酒店入住率属全国之冠，出于大折扣和增值定价的原因，就连金融危机期间的酒店入住率也很高。
由乔治·费提达领导的NYC & Company，在巴西、英国、法国、德国、爱尔兰、意大利、墨西哥、荷兰、俄罗斯、西班牙、瑞典、日本、韩国和中国14个国家分设办事处，负责统计旅游业的官方数据。其研发部负责开发和分销纽约国内外游客的综合统计数据，及监察旅游业对纽约经济的影响。
双层巴士和游轮将游客接载到曼哈顿及其他行政区，还有更具个性化的三轮车和马车服务。喜欢冒险的游客可在临近的商品租用自行车，或干脆在哈德逊河堤林荫道上散步，这往往是避开拥挤繁忙的商业区，静下心来欣赏街头生活最为有效的途径。
纽约法规规定，旅游指南的出版需获得消费者事务部的许可，专业导游服务则授权给非营利性组织纽约导游协会（GANYC），游客登录该组织网站http://www.GANYC.org （页面存档备份，存于）可获得免费的自助指南。
许多游客乐衷前往埃利斯岛和自由女神像等历史性移民景点，调查他们的家系。其他相关景点包括1931年落成且称霸“世界第一高楼”达41年的帝国大厦、火箭女郎主场无线电城音乐厅、百老汇各种演出、坐落于二战时期航空母舰的无畏号航空航天博物馆和世界优秀景观建筑案例之一中央公园。纽约市以减免营业税的方式刺激游客购物。
九一一恐怖袭击之前的世贸大楼也是旅游旺地，事件发生后，纽约城市设施及旅游产业遭受重创。此后几个月游客稀少，仅重振声威就花了两年时间。部分强调“爱国旅游”的本土游客则乐衷前往世贸中心遗址公园。

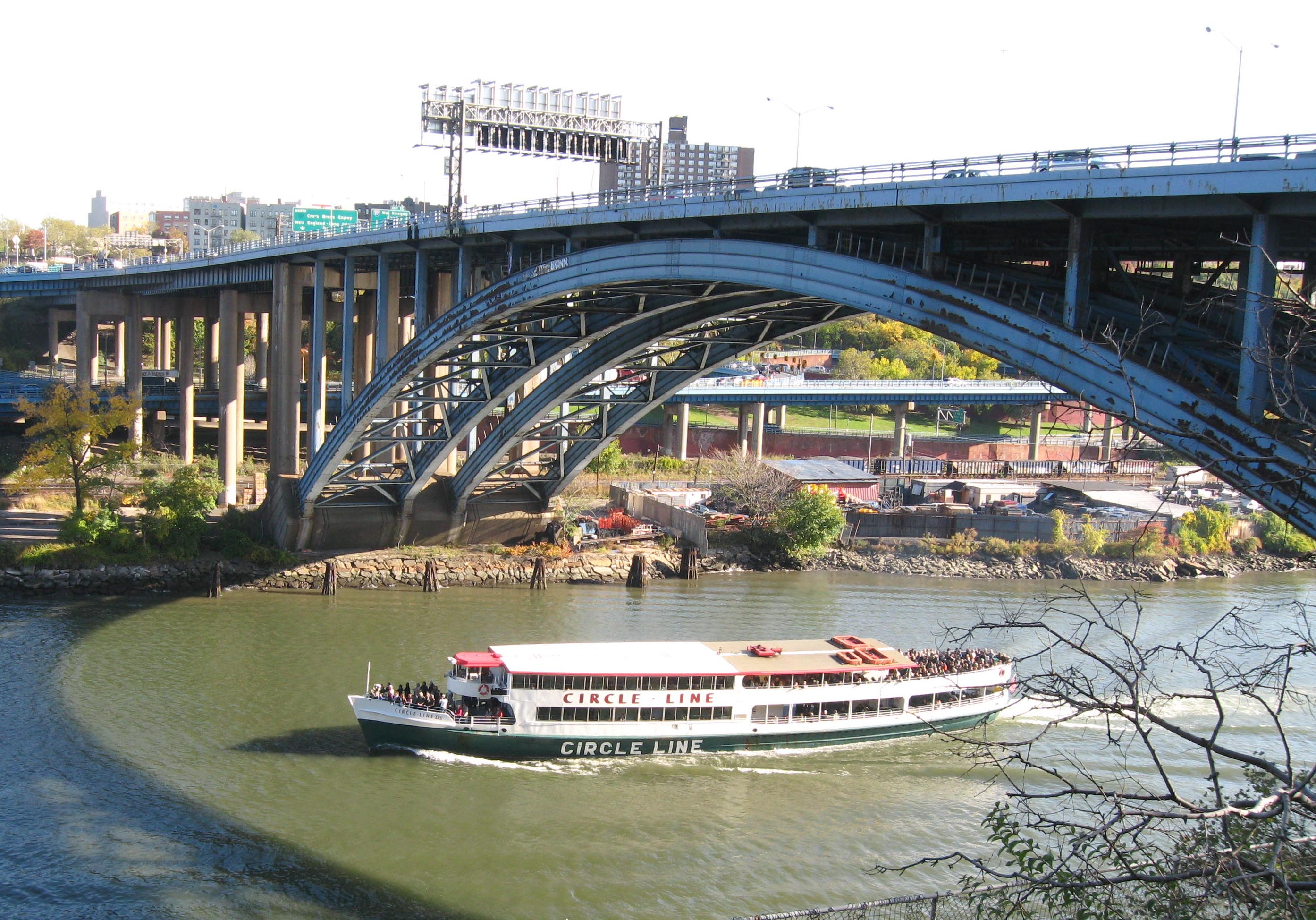
哈莱姆河上的环岛观光游轮
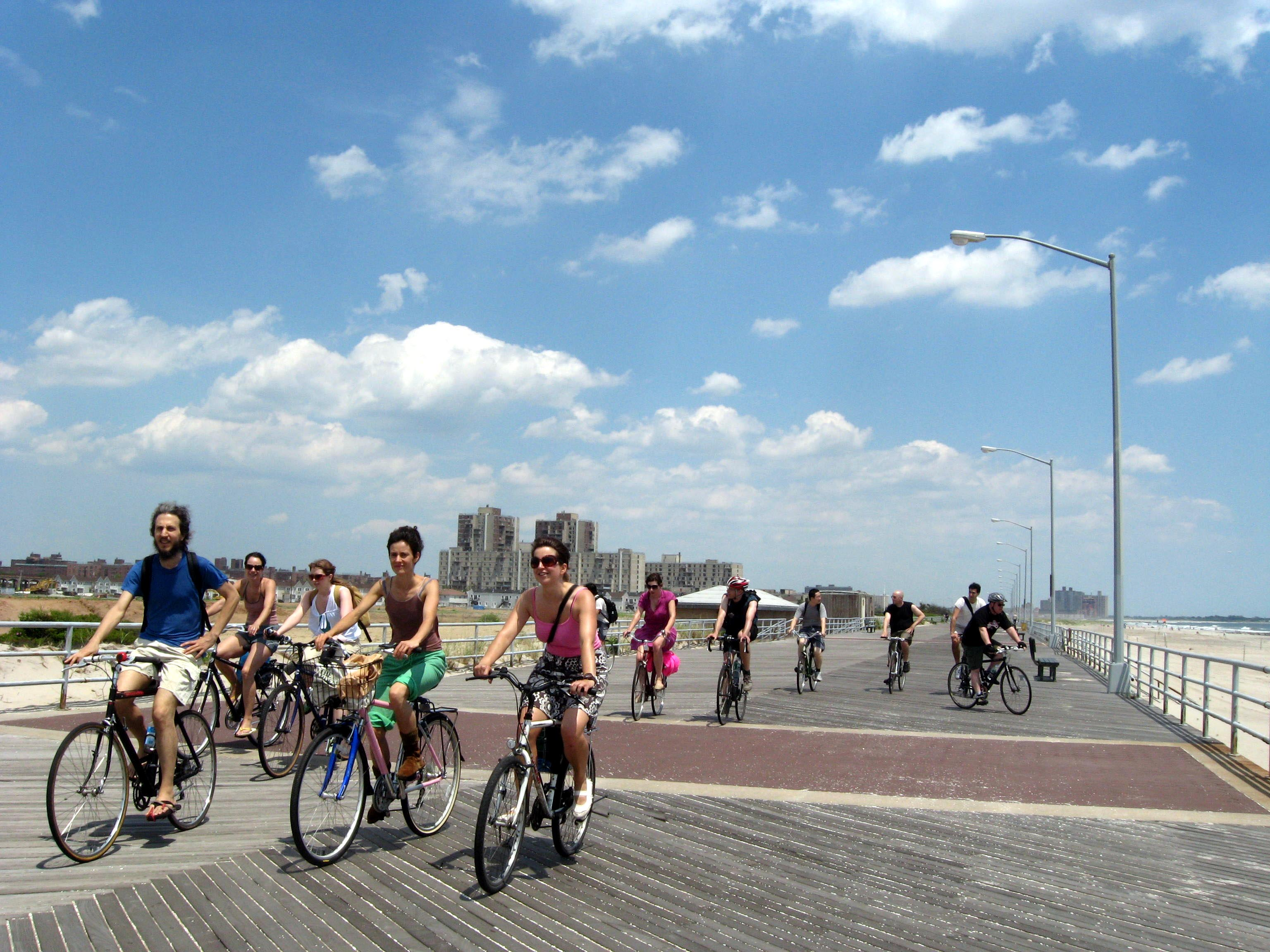
欧洲游客在洛克威海岸观光
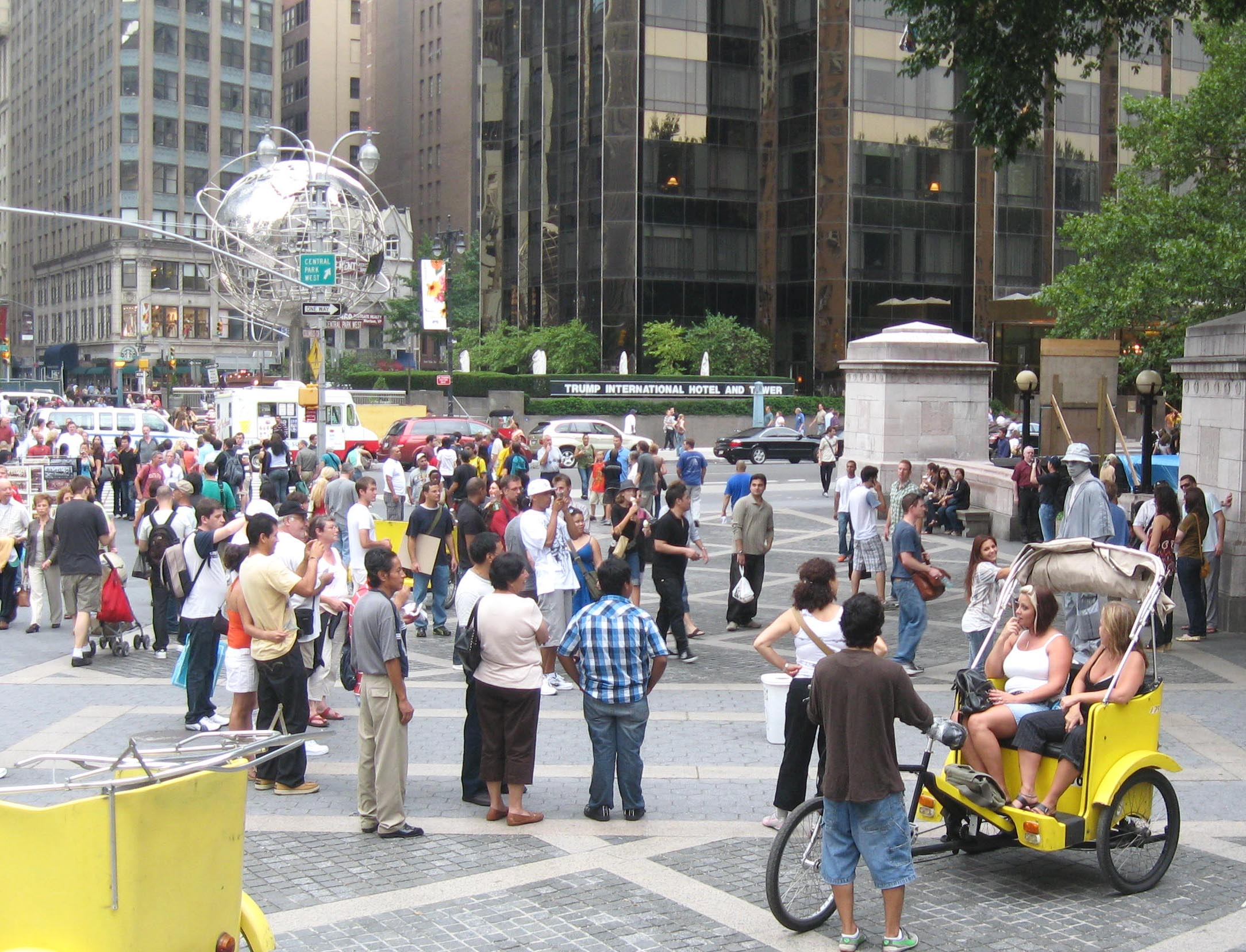
聚集在哥伦布圆环观看街头表演的人群
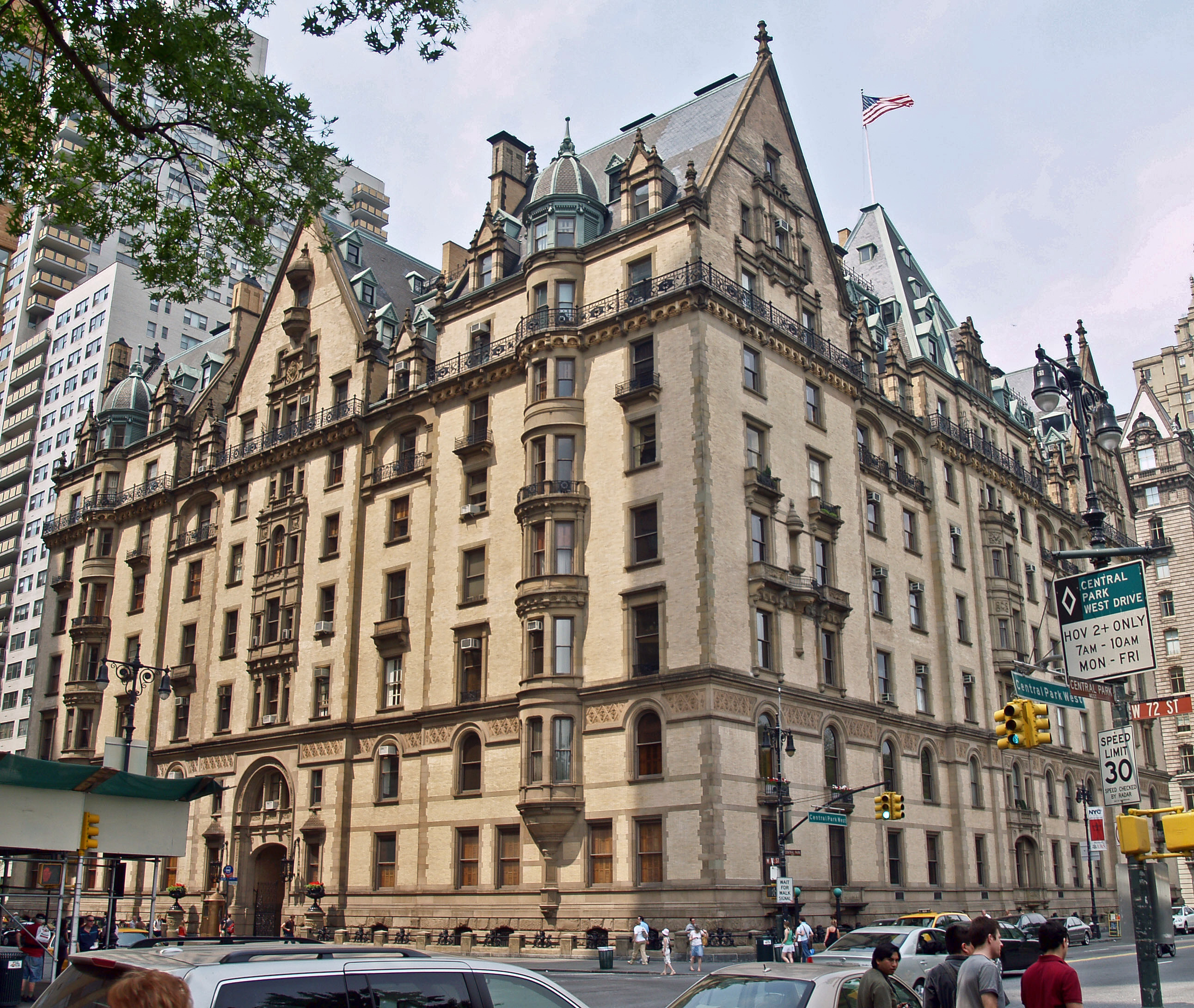
中央公园西的达科他公寓
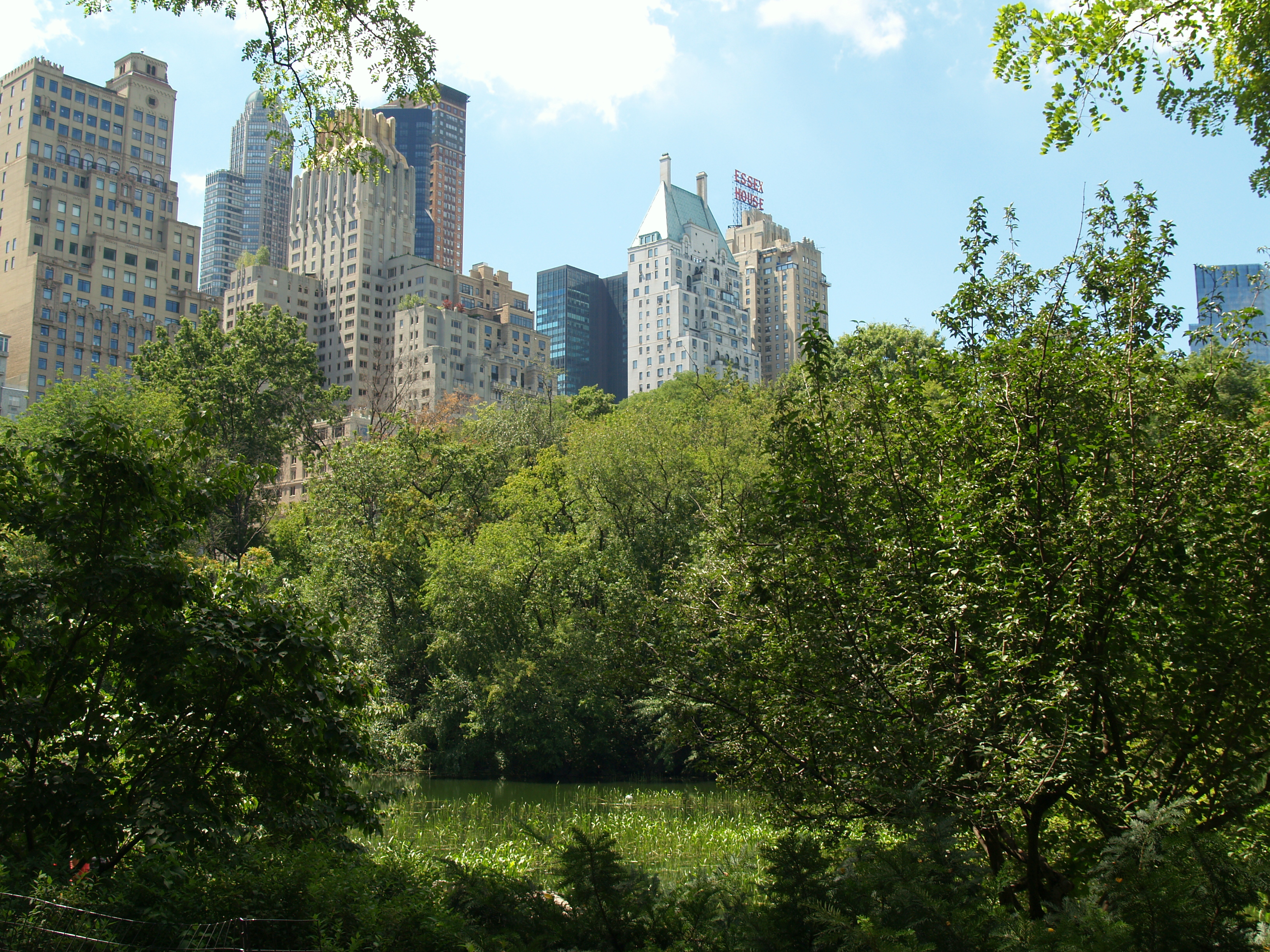
从中央公园南对望的建筑物
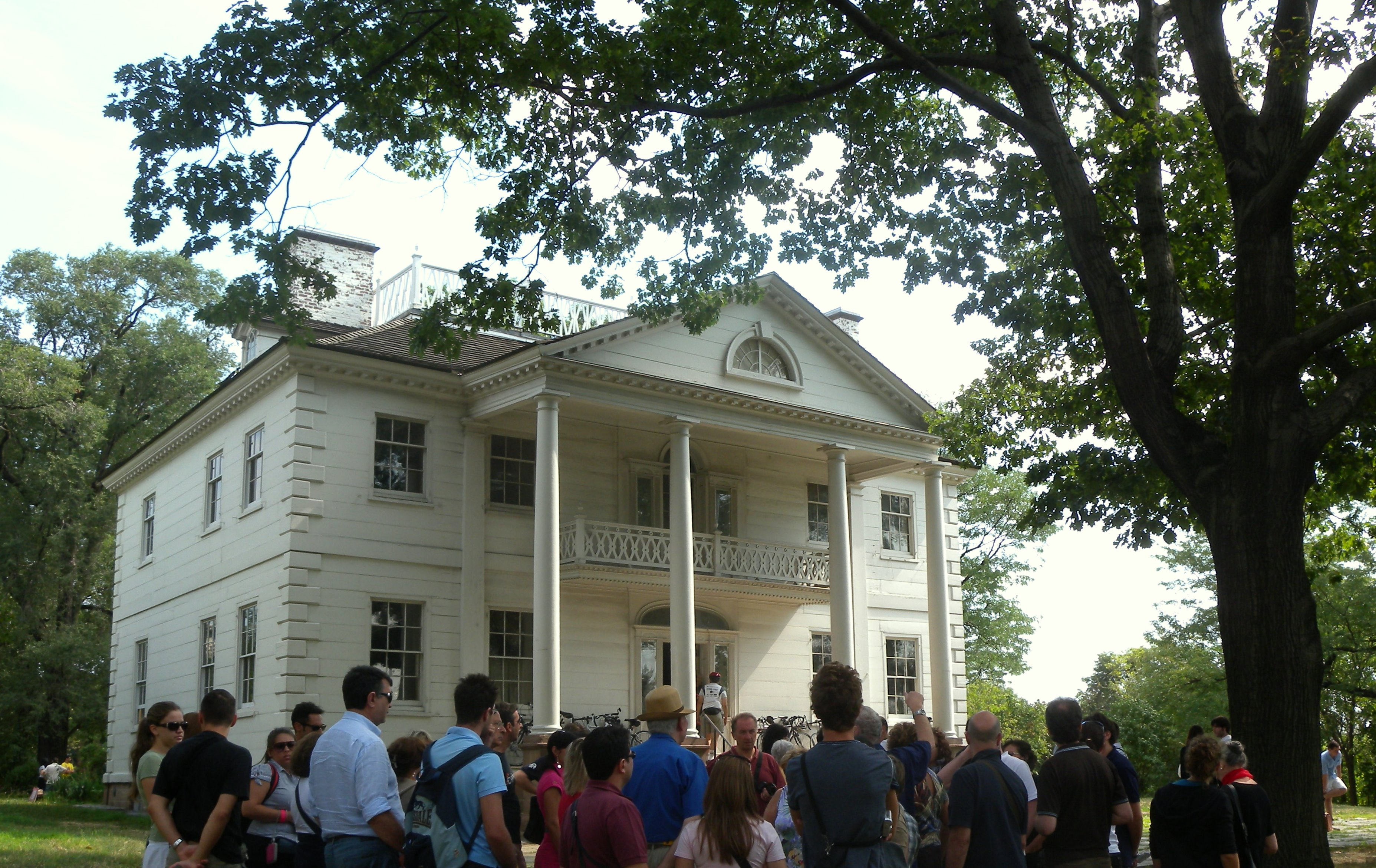
在莫里斯-朱梅爾公館讲授意大利语的导游

## 数据
| 年份 | 总访客量（单位：百万人） | 国内访客量 | 国外访客量 | 总收益（单位：十亿美元） |
| ---- | ------------------------ | ---------- | ---------- | ------------------------ |
| 1991 | 29.1                     | 23.6       | 5.5        | 10.1                     |
| 1995 | 28.5                     | 23.1       | 5.4        | 11.7                     |
| 1998 | 33.1                     | 27.1       | 6.0        | 14.7                     |
| 1999 | 36.4                     | 29.8       | 6.6        | 15.6                     |
| 2000 | 36.2                     | 29.4       | 6.8        | 17.0                     |
| 2001 | 35.2                     | 29.5       | 5.7        | 15.1                     |
| 2002 | 35.3                     | 30.2       | 5.1        | 14.1                     |
| 2003 | 37.8                     | 33.0       | 4.8        | 18.5                     |
| 2004 | 39.9                     | 33.8       | 6.2        | 21.3                     |
| 2005 | 42.6                     | 35.8       | 6.8        | 24.3                     |
| 2006 | 43.8                     | 36.5       | 7.3        | 26.2                     |
| 2007 | 46.0                     | 37.1       | 8.8        | 30.0                     |
| 2008 | 47.1                     | 37.6       | 9.5        | 32.0                     |
| 2009 | 45.8                     | 37.0       | 8.8        | 28.2                     |
| 2010 | 48.8                     | 39.1       | 9.7        | 31.5                     |
| 2011 | 50.9                     | 40.3       | 10.3       | 34.5                     |
| 2012 | 51.5                     | 40.9       | 10.6       | 36.9                     |
| 2013 | 53                       | 41.7       | 11.3       | 38.8                     |
| 2014 | 54.4                     | 42.5       | 11.9       | 41.2                     |
| 2015 | 55.9                     | 43.2       | 12.7       | 42.3                     |
| 2016 | 60.5                     | 47.8       | 12.7       | 43.0                     |
| 2017 | 62.8                     | 49.7       | 13.1       | 44.2                     |
| 2018 | 65.2                     | 51.6       | 13.5       | 44.0                     |
| 2019 | 66.6                     | 53.1       | 13.5       | 47.4                     |
| 2020 | 22.3                     | 19.9       | 2.4        | 12.8                     |
| 2021 | 32.9                     | 30.2       | 2.7        |                          |

## 特别观光团

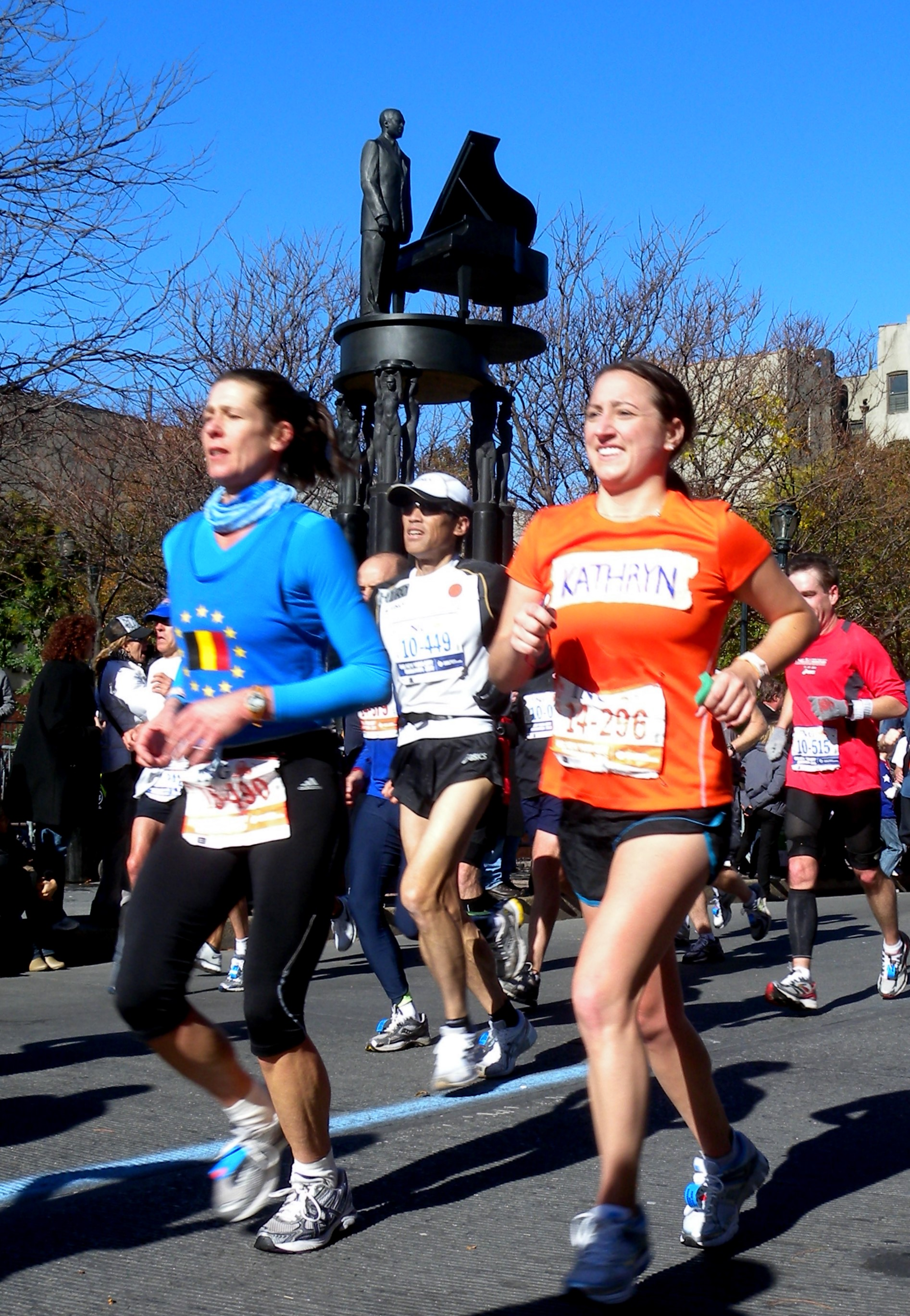
2010年纽约马拉松赛

纽约拥有浓厚的音乐文化及历史底蕴，为爵士乐、福音音乐、摇滚乐、节奏蓝调和嘻哈乐之旅的盛行奠定基础。热门音乐景点包括哈林区和东村。
美食之旅是给游客提供的另一个选项，纽约是世界上最热门的美食旅游目的地之一，其饮食文化博采众长：犹太人和意大利移民让百吉饼、芝士蛋糕和纽约式比萨在城市中飘香。这些移民中就有4000个经政府许可的流动食品摊贩，让游客在街头能买到沙拉三明治和烤羊肉串等地道中东食品，众多高级料理餐厅亦青睐于纽约。参加美食之旅的游客品尝各式美食之余，还可以了解这座城市的文化。喜欢品尝佳酿的游客还可以参加朗姆酒和黑鸟品酒之旅。
1992年，林恩·布鲁克斯在《大苹果接待员》创立“迎宾”志愿理念，游客自发性地参与到城市不良形象的改善中，这模式受到美国其他城市的效仿。截至2010年，每年有300名“迎宾”志愿者、超7000名游客参与到该活动中。
游客也喜欢参与运动之旅，体育赛事吸引更多的游客前往诸如洋基球场、花旗球场和麦迪逊广场花园等主要体育场馆，纽约马拉松赛也久负盛名。

## 待完善条目
- 紐約市博物館與文化機構列表（英语：List of museums and cultural institutions in New York City）
- 纽约市酒店（英语：Hotels in New York City）
- 纽约市建筑、景点、古迹列表（英语：List of buildings, sites, and monuments in New York City）